# 望月ミキ
望月 ミキ（もちづき みき、1990年12月18日 - ）は、東京都出身の女優、タレント。

## 概要
- ワタナベエンターテイメントスクール、東京都立晴海総合高等学校を卒業。高校の同級生には声優の木村昴がいる。
- 父は、漫画家・望月三起也の元弟子であり、「望月ミキ」の芸名も望月三起也が由来である[1]。
- タレント活動の傍ら、マジシャン、イリュージョニストのアシスタントをしていたことがある。それがきっかけで、第86回「欽ちゃん＆香取慎吾の全日本仮装大賞」にマギー審司率いるマジシャンチームメンバーとして出場。第3位入賞を果たした[2]。ここで得た賞金は、マギー審司の出身地であり、東日本大震災で甚大な被害を受けた宮城県気仙沼市の支援金にあてられた。以降、自身も気仙沼市を中心とした被災地支援活動を続けている。
- 高校時代に天文部の部長を務めている[3]。公式ブログでは、宇宙や星の話題があがることもあった。天文宇宙検定3級合格。
- 普通自動車免許、大型二輪免許所持。愛車はHONDAのCBR250R[3]と、SUZUKIのSV1000S。
- 好きなキャラクターはあらいぐまラスカル。イベントや舞台公演、地方での仕事の際にはラスカルのぬいぐるみを連れている様子がSNSなどで確認できる。
- 日本酒好き。Twitter等のSNSにて日本酒の紹介を行うことがある。雑誌「単車倶楽部」では、バイクでの酒蔵巡りコラムを一年に渡り連載していた。
- 滝廉太郎の遠い親戚。父方の祖母が滝姓であると公表している。
- 現在は「バイク女優」という肩書で活動。[4]
- 2021年7月、ペットシッター士の資格を取得したことを発表。[5]

## 出演

### テレビドラマ
- TBS ドラマ君のせい(2009年)
- テレビ神奈川 ウルトラゾーン
  - 第11話「ケムール人、走る」(2011年) - ビール飲んでるお姉さん 役
  - 第14話「ラゴン、ダンパへ行く」(2012年) - 女の子 役
- テレビ東京 セーラーゾンビ(2014年) - アイカの友人 役
- テレビ東京 LOVE理論(2015年) - テニスサークルメンバー 役

### 再現VTR
- テレビ朝日 たけしの健康エンターテインメント!みんなの家庭の医学

### 映画
- ワイルド7(2011年公開)
- メンゲキ！(2012年公開) - 結城絵美子(高校生時代) 役

### PV
- アンダーグラフ「心の瞳」
- 辻詩音「Sky chord 〜大人になる君へ〜」

### Web CM
- HONDA Enjoy HONDAの楽しみ方 vol.1

### 舞台
- 東京俳優市場2011冬(2011年12月7日 - 11日、笹塚ファクトリー)
- 東京俳優市場2012冬(2012年11月21日 - 25日、笹塚ファクトリー)
- 劇団空感エンジンプロデュース公演『Juliet』(2013年5月8日 - 13日、両国エアースタジオ)
- Nostalgia Note vol.2『思い出はあの花とともに…』(2013年10月3日 - 6日、pit北／区域)
- 劇団ズッキュン娘 名古屋公演『グッバイ、マザー』(2014年10月25日 - 26日、ナンジャーレ)
- 劇団ズッキュン娘 大阪公演『グッバイ、マザー』(2015年2月20日 - 22日、STAGE＋PLUS)
- 劇団ズッキュン娘 第7回公演『谷間にカンパイ！』(2015年4月22日 - 27日、シアター風姿花伝)
- 劇団ズッキュン娘シンデレラ公演『グッバイ、マザー』(2015年11月21日 - 23日、Shibuya Milkyway、主演)
- img Pre1『明日の卒業生たち』(2016年4月24日 - 5月1日、SPACE雑遊)
- Inlandsea第3回プロデュース公演 アフレコ劇『悲恋パラドックス』(2016年6月30日 - 7月3日、ザムザ阿佐ヶ谷)
- エムキチビート第十三廻公演『アイ ワズ ライト』(2016年8月3日 - 7日、紀伊國屋サザンシアター)
- ことばや 朗読劇「私の知らない、私の事情」(2017年3月11日 - 12日、三鷹 R-Iスタジオ )
- Gekidan U 主催 野外演劇フェス「弔 EXPOʼ 18」 (2018年7月27日 - 29日、8月2日 - 5日、アトリエ5-25-6)
- バイク小説朗読公演「灯す人」(2018年11月14日・11月18日、荻窪ベルベットサン、企画演出・一部原案も担当[6])
- 芝居舎かもめ プロデュース公演vol.2「縁。」(2019年11月2日 - 3日、荻窪小劇場、主演)
- 劇団Pin to Hint 第1回本公演「羽化する朱い糸」(2021年3月12日 - 14日、阿佐ヶ谷アートスペースプロット)
- トツゲキ倶楽部 第28回公演「ラブピー」(2021年10月27日 - 31日、下北沢『劇』小劇場)
- けんちくしとうつろろの合同公演「ヌガー・グラッセが溶けるまで」(2022年3月18日 - 21日、遊空間がざびぃ、主演)
- トツゲキ倶楽部 第30回公演「リ:ライト」(2022年5月25日 - 29日、下北沢『劇』小劇場)
- トツゲキ俱楽部 第31回公演「グッバイ ロビンソン」(2022年10月26日 - 30日、下北沢『劇』小劇場)
- 劇団おねがいシスターズ 第11回公演「シャバダバダ！」(2022年11月17日 - 23日、コフレリオ新宿シアター)

### オリジナルビデオ
- 宇宙特捜アンジー（2012年5月25日、ZENピクチャーズ） - 神明杏 役

### ラジオ
- 望月ミキPresents ゆるスロットルで "もちラジ!" (2018年9月12日 - 2020年4月22日[7]、市川うららFM)
- 望月ミキのゆるスロットルでもちラジ！＠YouTube（2020年9月 - 、YouTube配信）

## 雑誌
- 月刊アームズマガジン (ホビージャパン)
- 東本昌平RIDE (モーターマガジン社)
- タンデムスタイル (クレタパブリッシング)
- レディスバイク (クレタパブリッシング)
- 月刊オートバイ×RIDE (モーターマガジン社)
- MOTO NAVI (ボイス・パブリケーション)
- Mr.Bike BG (モーターマガジン社)
- 単車倶楽部 (造形社)

## モデル
- 白いTシャツと黒いバイク。ブランドイメージモデル
- SIMPSON 2022春夏ライディングウェアカタログ

## 寄稿
- 月刊望月三起也(2010年9月号)

## 受賞歴
- FLASHデジタル写真集争奪オーディション 準グランプリ[8]
- 第18回 杉並演劇祭 優秀賞 (出演作「羽化する朱い糸」が受賞)[9]
- 第19回 杉並演劇祭 優秀賞 (主演作「ヌガー・グラッセが溶けるまで」が受賞となり2年連続受賞)[10]